# زویا رودنووا
زویا رودنووا (انگلیسی: Zoja Rudnova؛ ۱۹.۰۸.۱۹۴۶ – ۱۲.۰۳.۲۰۱۴) یک بازیکن تنیس روی میز اهل روسیه بود. 
وی در مسابقات کشوری و بین‌المللی در مجموع برنده ۱۲ مدال طلا، ۴ مدال نقره، ۸ مدال برنز شده‌است.